# Carbonade
À l’origine, la carbonade, ou carbonnade, est un plat provencal de viande grillée sur les charbons, ou une préparation de viandes grillées sur les charbons. Ainsi, on parlait de carbonnade de mouton, de jambon à la carbonnade.

## Historique
Il s’agit originellement d’un « ragoût en usage dans le Midi de la France, où on le fait avec des oignons, de l’ail et des restes de viande. On disait aussi carbonnée ».

## Étymologie
Latin carbo, carbonis : « charbon ».

## Pratiques culinaires actuelles
Aujourd'hui, en Belgique, et dans les régions du nord de la France, les carbonades flamandes sont un plat de viande de bœuf (souvent des dés de paleron) ou de porc, dans une sauce à la bière (à bien distinguer du bœuf bourguignon, à base de vin rouge).

Variétés de carbonnades
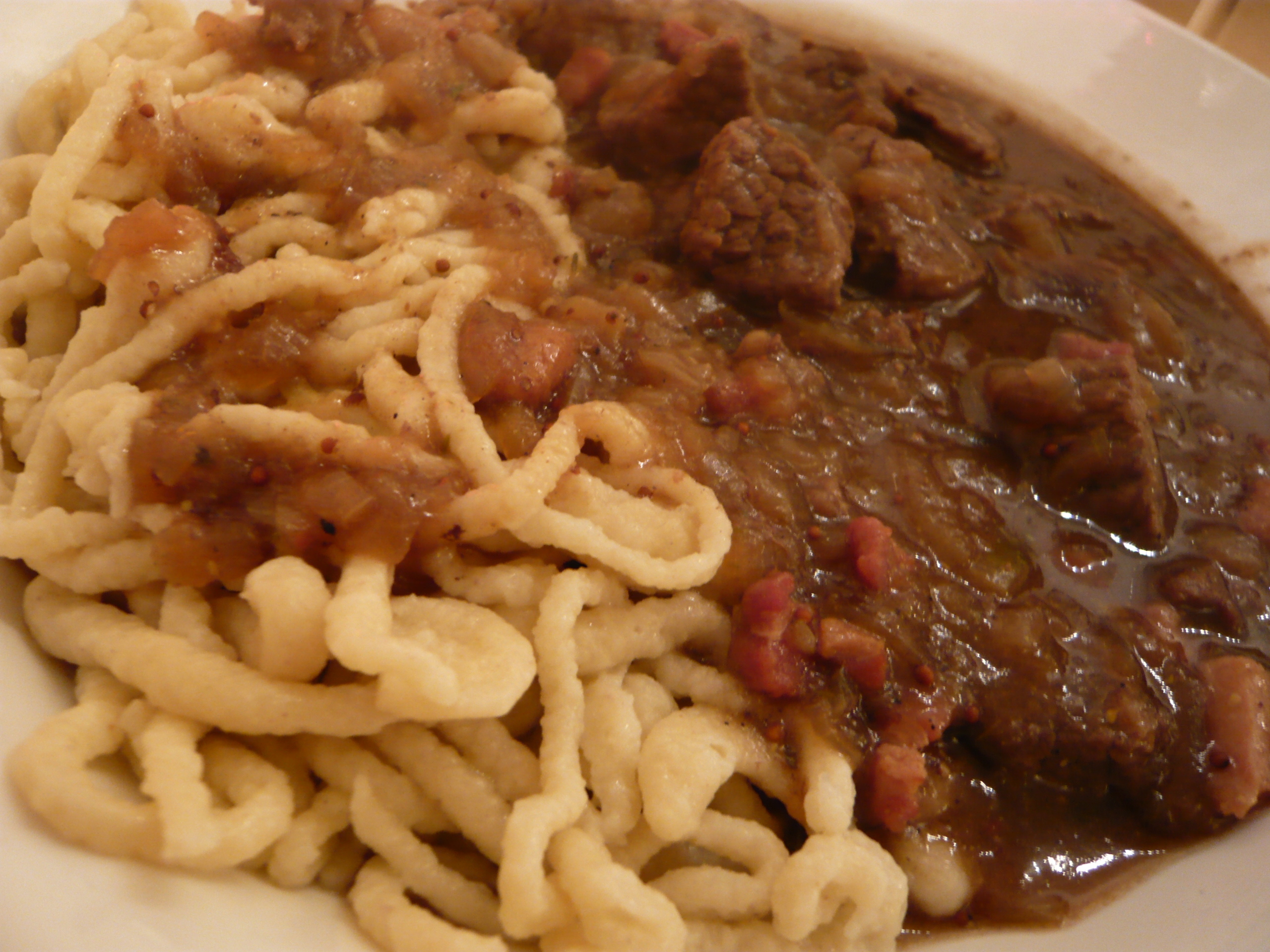
Carbonnade alsacienne aux spätzles.
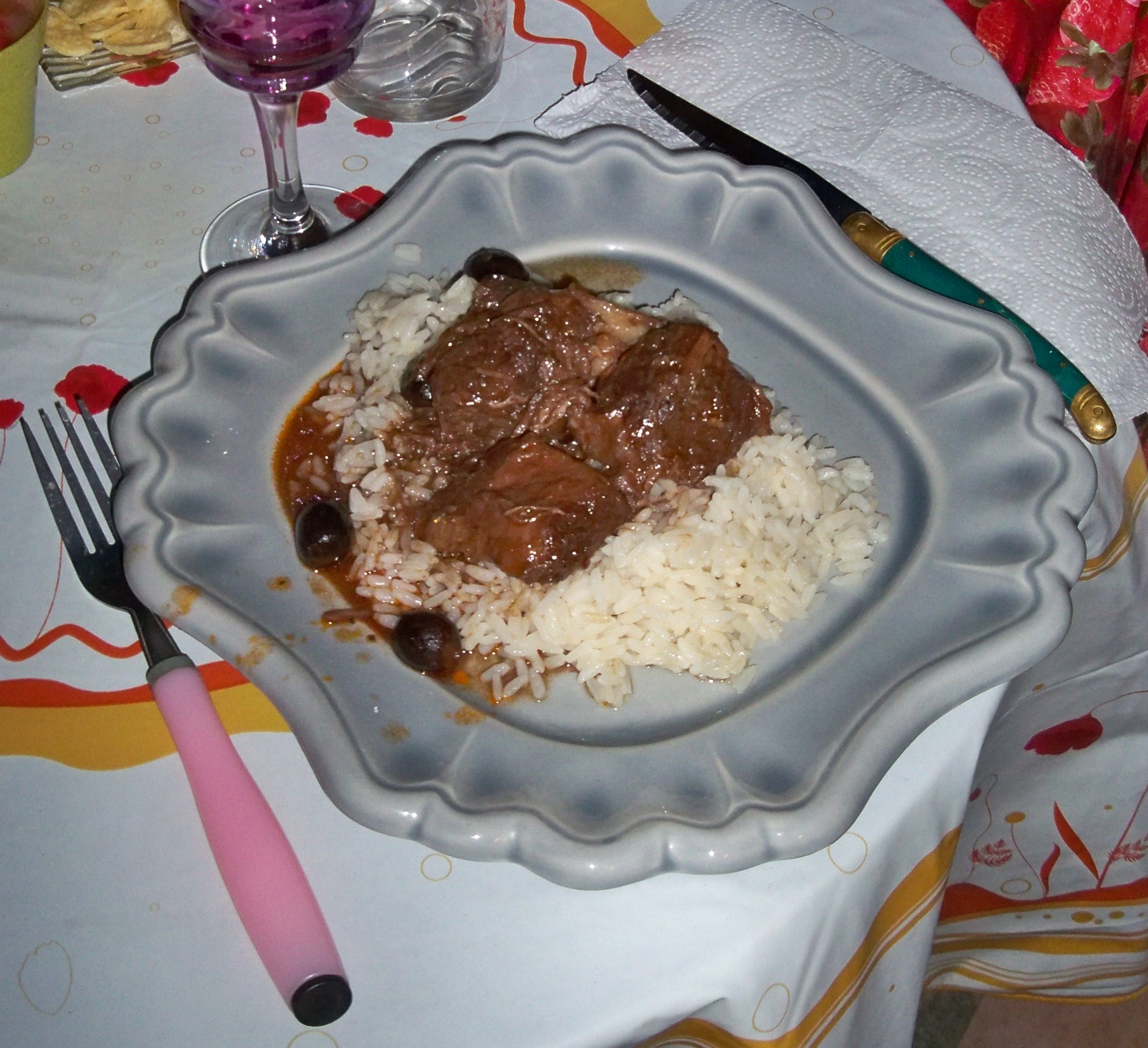
Gardianne de taureau.

On notera une variante méridionale, tantôt préparée avec de la viande de bœuf, tantôt avec de la viande de taureau : la gardianne.
La carbonade valdôtaine est un plat traditionnelle de la cuisine valdôtaine, à base de vin rouge.
On retrouve également des versions végétariennes de ce plat, où la viande est remplacée par du seitan ou du tofu.